# 保良局胡忠中學
保良局胡忠中學（英語：Po Leung Kuk Wu Chung College，簡稱胡忠）是香港沙田區馬鞍山的一間政府津貼英文中學，前身是保良局第二中學，亦是保良局轄下第二間中學，由保良局管理。現任校長為陳廣堯先生。辦學宗旨為嘗試創新，本着「向家長交代，對社會負責」的精神，竭力提供優良質素之教育服務，使學生具備應付各種挑戰的能力，服務社會之精神及養成熱愛人生之德性。2022-23年度起開設兩班英文班。

## 歷史
保良局胡忠中學即保良局第二中學，於1977年開辦，前身為詩歌舞街官立小學，由於前校舍發展受到限制，校董會接受教育署之邀請，於1990-91年遷移到馬鞍山恆安邨繼續辦學。
由於過去校舍發展受到限制，校董會接受教育署之邀請，於1990年遷入馬鞍山恆安邨平禧校舍繼續辦學。在遷入前一年，首屆在馬鞍山開辦的中一級學生，需於同邨青年會書院借用課室上課。
此校曾開辦私立非牟利夜校部，設會考中四（升讀班）及中五（升讀及重讀班）、高考中六（升讀班）及中七（升讀及重讀班），但現已結束營運。
2008年，7層高的新翼（胡忠夫人大樓）落成，提供創藝室、圖書館、兩個新電腦室，並建成能容納160人的演講廳以及英語中心。

## 校訓和宗旨
校訓
- 愛﹕愛人如己
- 敬﹕敬師愛友
- 勤﹕勤思好學
- 誠﹕誠摯不阿

宗旨
- 貫徹保良局辦學方針﹕保赤安良、有教無類
- 五育並重﹕「德、智、體、群、美」均衡發展
- 全人發展﹕健康成長，盡展所長；樂觀、勇敢面對逆境；己欲達而達人
- 服務社會，熱愛人生﹕積極參與社區服務，多感懷，多反思、用愛懷抱人生

## 歷任校長
- 第一任：周蘇婉儀女士（1977年－1981年），隨後任職保良局李城璧中學校長。
- 第二任：范浩泉先生（1981年－1982年），隨後前往美國攻讀博士。范浩泉校長是喇沙書院一九六四年畢業生。
- 第三任：陳紹鉅博士（1982年－1989年），隨後任職保良局董玉娣中學校長及保良局莊啟程預科書院校長，現為協同國際學校校長。
- 第四任：陳玉楷先生（1989年－2012年），曾就讀英皇書院，前特首梁振英為同學，1997年於保良局胡忠中學二十周年校慶時邀請梁振英作主禮嘉賓。1977年於香港大學畢業後加入胡忠中學任教中文科，後升至校長。現已退休。
- 第五任：曾建強先生（2012年－2018年）。1981年於中文大學畢業後加入胡忠中學任教中文科，後升至校長。現已退休。
- 第六任：陳廣堯先生（2018年－ ）。加入胡忠中學前本為元朗一間中學的數學科主任。

## 班級架構及科目
創校開始，創立B（愛），D（勤），R（敬），S（誠）四班，而R班及S班使用全英教學。從2019年起，於高中創立K（仁）班，把修讀M2的同學分開。
初中課程:
-中文教學：
- 中國語文
- 普通話
- 中國歷史
- 創新與科技（STEM）
- 體育

-中文教學（R，S班使用英文）
- 地理
- 生活與社會
- 歷史
- 視覺藝術
- 普通電腦
- 經濟及理財教育（中）

-英語教學：
- 英國語文
- 數學
- 科學（中一，二）
- 物理（中三）
- 化學（中三）
- 生物（中三）

-高中課程：
- 中國語文
- 英國語文
- 數學
- 體育

選修科目：
-中文教學：
- 中國歷史
- 歷史
- 資訊及通訊科技
- 視覺藝術
- 地理

-英語教學
- 經濟
- 企業、會計與財務概論
- 物理
- 化學
- 生物
- 數學科延伸部分（M2）

## 著名/傑出校友

### 體育界
- 蔡其皓：前香港單車代表隊成員
- 林蕊：香港女子籃球代表隊成員，現役香港籃球聯賽(女子甲一組)福建隊員

### 傳媒及演藝界
- 陳安立：ViuTV節目主持（2006年中七）
- 麥秋成：香港男性舞蹈家、節目主持及演員
- 湯怡（袁家怡）：香港女演員，麥秋成之妻子（2005年中五）
- 李寶君（大孖）：網絡紅人、意見領袖（KOL）
- 談善言：香港女演員[2]
- 邱士縉：香港男子組合MIRROR成員
- 葉欣（筆名：Plastic Thing）：著名插畫家
- 謝文欣（筆名：謝曬皮）：著名插畫家
- 姚潔琪：現代舞編舞家、前香港體操代表隊成員。曾於2003年放棄演藝學位，輾轉2010年演藝畢業。
- 陳裕君：舞台劇工作者、現職好戲量設計總監
- 曾令佳：香港獨立樂隊Boyz Reborn 成員兼鍵琴手
- 張永康 : 香港時裝設計師，曾為本地多位著名藝人及名人設計衣服。另多次參與香港賽馬會時尚服裝匯演及個人服裝展。
- 梁嘉莉，中年好聲音3 100強。

### 學術界
- 翁文康：現任中國北京清華大學交叉信息研究院助理教授，前美國哈佛大學博士後研究員，伊利諾大學厄巴納－香檳分校（UIUC）量子物理博士。
- 鄺志威：澳洲阿德萊德大學（University of Adelaide）化學工程系講師
- 黎東耀：香港珠海學院高級講師，建築師
- 廖健鴻：香港中文大學醫學院放射診斷學系客座助理教授，威爾斯醫院放射技師
- 楊良河：香港大學統計及精算學系副教授（1983年畢業）

### 政商界
- 陳珮明：第六屆區議會沙田區議員，於2019年香港區議會選舉中代表公民黨出選沙田區議會海嵐選區，以3,019票擊敗報稱無黨派俞卓君，當選第六屆區議會沙田區議員，並於2020年1月1日上任，2021年10月3日請辭。
- 廖栢康：第六屆區議會沙田區議員。於2019年香港區議會選舉中出選沙田區議會廣康選區，以3,333票擊敗民建聯王虎生及報稱無黨派蔡振超，當選第六屆區議會沙田區議員，並於2020年1月1日上任，2021年7月9日請辭。
- 阮仲賢：現任戴德梁行香港商業部（寫字樓代理）主管及代理董事
- 張宏基：現任BDO國際中國成員所立信會計師事務所（BDO China Shu Lun Pan CPAs LLP）合夥人，深圳分所國際諮詢服務總監，資深香港注冊會計師

### 社運界
- 嚴敏華：綽號「社運小辣椒」，2011年《金報》亞洲版頭版刊登她聲援艾未未被捕的照片，使她成為國際新聞人物。
- 許志雄：社會創新工作者，「不一樣的飯局」創辦人。

## 外部連結
- 保良局胡忠中學 （页面存档备份，存于）
- 香港中學概覽2013-2014

1. ↑  青年會書院. . 香港: 青年會書院. 1992: 14–15.
2. ↑  . 香港東方日報. 2018-05-02  [2018-08-29]. （原始内容存档于2020-04-26）.